# Critique de la séparation
Pour plus de détails, voir Fiche technique et Distribution.
Critique de la séparation est un film français réalisé par Guy Debord sorti en 1961. Il s'agit du troisième film de Debord.

## Synopsis
Film composé d'enchevêtrement d'images (comics, photos d'identité, images détournées provenant d'autres films) qui se succèdent en subissant la surcharge de nombreux sous et sur-titres difficiles à lire.
La caméra navigue entre images d’actualités, comme séparées du monde réel, symboles de la société de la consommation, et images du Quartier latin des années 1960, d’une jeunesse effervescente qui travaillait sa révolte au fond des cafés, à coup d’alcool, de rock 'n' roll et de mots. Guy Debord y met une sorte de distance, qui semble dire : « trop tard, nous n’aurons pas changé le monde ». « Pour détruire cette société, il faut être prêt à lancer contre elle dix fois de suite, ou davantage des assauts d’une importance comparable à celui de Mai 68 », proclame-t-il dans La Société du spectacle[réf. à confirmer].

## Fiche technique
- Réalisation : Guy Debord
- Format : 35 mm noir et blanc
- Durée : 20 minutes
- Chef opérateur : André Mrugalski
- Montage : Chantal Delattre
- Assistant opérateur : Bernard Davidson
- Script : Claude Brabant
- Production : Dansk-Fransk Experimentalfilms Kompagni[1]) (Copenhague)
- Machiniste : Bernard Largemain
- Voix pour les commentaires : Caroline Rittener et Guy Debord
- Musique: François Couperin, Bodin de Boismortier[2]